# Birger Petersen

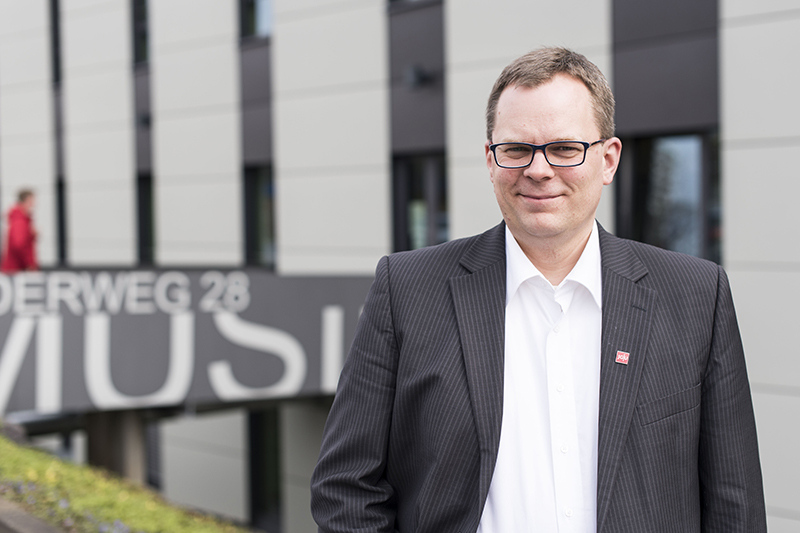
Birger Petersen vor der Hochschule für Musik Mainz, 2017, Foto Moritz Reinisch

Birger Petersen (* 19. Oktober 1972 in Lübeck) ist ein deutscher Komponist, Musikwissenschaftler und Hochschullehrer.

## Werdegang
Petersen besuchte das Ostsee-Gymnasium Timmendorfer Strand. Er studierte Musiktheorie und Komposition an der Musikhochschule Lübeck sowie Musikwissenschaft, Theologie und Philosophie an der Christian-Albrechts-Universität Kiel (Promotion 2001 über die Melodielehre Johann Matthesons). Nach Lehrtätigkeiten in Lübeck, Bremen, Herford, Greifswald und Osnabrück war Petersen an der Hochschule für Musik und Theater Rostock in der Abteilung Komposition und Musiktheorie tätig, seit 2004 als hauptamtlicher Dozent und seit 2008 als Professor. Von 2008 bis 2011 leitete er als Sprecher das Institut für Musik. 2011 wurde er auf eine Professur für Musiktheorie an die Hochschule für Musik an der Johannes Gutenberg-Universität Mainz berufen.
Gastprofessuren führten Petersen an die Hochschule für Musik Freiburg und die Université de Bourgogne in Dijon. Er ist seit 2013 Mitglied der Gutenberg-Akademie und wurde 2014 zum Prorektor der Hochschule für Musik Mainz gewählt; von 2015 bis 2017 war er Rektor der Hochschule für Musik Mainz. 2017 wurde ihm vom Fachbereich Geschichts- und Kulturwissenschaften der Johannes Gutenberg-Universität Mainz aufgrund der Habilitationsschrift Satzlehre im 19. Jahrhundert. Modelle bei Rheinberger auch die Venia legendi im Fach Musikwissenschaft verliehen.
Birger Petersen ist seit 2014 Mitherausgeber des auflagenstärksten kirchenmusikalischen Periodikums in Europa Forum Kirchenmusik und war von 2014 bis 2016 Vizepräsident der Gesellschaft für Musiktheorie; 2013 (mit Univ.-Prof. Peter Kiefer) und 2015 übernahm er die künstlerische Leitung des Festivals MainzMusik. Für das akademische Jahr 2017/2018 wurde er auf ein Senior Fellowship am Alfried Krupp Wissenschaftskolleg Greifswald berufen.
Der Fokus seiner Arbeiten liegt im Bereich der Geschichte der Musiktheorie, vor allem des 17. und 18. Jahrhunderts, sowie auf der Vermittlung Neuer Musik, außerdem publiziert er zur Orgelmusik des 19. und 20. Jahrhunderts und zur Musikphilosophie Theodor W. Adornos. Zu seinen Forschungsschwerpunkten gehören der deutsch-französische Kulturtransfer im 18. Jahrhundert sowie die Aneignung historischer Satztechniken in Theorie und kompositorischer Praxis im 19. Jahrhundert.
Sein kompositorisches Schaffen wurde mit mehreren Preisen ausgezeichnet, so mit dem Europäischen Kulturpreis der Terminbörse Amsterdam, dem Kunstpreis Cloppenburg und mehrfach mit dem Kulturpreis des Kreises Ostholstein; 2005 wurde seine Komposition sch(-till) im Kompositionswettbewerb des Deutschen Musikrates mit einem Preis ausgezeichnet.
Seine Werke erscheinen im Are Musikverlag Mainz.

## Werke (Auswahl)
- da pacem, Überschreibung für sieben Streicher
- der Himmel, das Herz , für Chor und Orgel
- LINGUAE, Pfingstmusik für Stimmen und Instrumente
- (passus.) in memoriam I, für Orgel
- (ritual.) in memoriam II, für Orgel und Schlagzeug

## Publikationen
- Petersen, Birger: Neue Musik : Analysen Berlin, Simon-Verlag für Bibliothekswissen, Berlin 2013. ISBN 978-3-940862-57-0
- Petersen, Birger: Die Melodielehre des "Vollkommenen Capellmeisters" von Johann Mattheson : eine Studie zum Paradigmenwechsel in der Musiktheorie des 18. Jahrhunderts (= Eutiner Beiträge zur Musikforschung; Bd. 1), Verlag Eutin, Plöner Str. 126, 2002; Zugl.: Kiel, Univ., Diss., 2001. ISBN 978-3-8311-3484-7
- Birger Petersen (Hrsg.): Musica floreat! : Jürgen Blume zum 70. Geburtstag, Immanuel Ott, Birger Petersen (Hrsg.) Are Musik Verlag GmbH, Mainz 2016, ISBN 978-3-924522-66-7. 376 Seiten: Illustrationen, Notenbeispiele; 21 cm.
- Birger Petersen (Hrsg.): Rezeption und Kulturtransfer : deutsche und französische Musiktheorie nach Rameau, Are Musik Verlag GmbH, Mainz 2016, ISBN 978-3-924522-64-3. 274 Seiten: Illustrationen, Notenbeispiele; 21 cm.
- Birger Petersen (Hrsg.): Deutsche Orgelmusik des 19. Jahrhunderts : Ringvorlesung der Abteilungen Musiktheorie und Kirchenmusik, Winter 2012/2013 , Are Musik Verlag GmbH, Mainz 2016, ISBN 978-3-924522-61-2. 154 Seiten: Illustrationen, zahlreiche Noten; 21 cm.